# Демон, Жозеф Лоран
Жозеф Лоран Демо́н (фр. Joseph Laurent Demont; 1747—1826) — французский военный деятель, дивизионный генерал (1805 год), граф (1808 год), пэр Франции (1814 год), сенатор (1806 год), участник революционных и наполеоновских войн. Имя генерала выбито на Триумфальной арке в Париже.

## Биография
Родился в семье сержанта полка швейцарцев королевской гвардии Жозефа Демона (фр. Joseph Marie Demont) и его супруги Марии Имхоф (фр. Marie Elisabeth Imhof). Он посещал монастырские школы в Пфеферса и Дизентиса. Начал военную службу 1 января 1764 года в швейцарском полку Вижье. 12 ноября 1768 года был произведён в младшие лейтенанты. 3 июня 1781 года стал лейтенантом, 12 июня 1785 года – капитаном. 3 сентября 1792 года швейцарские подразделения на французской службе были распущены. 1 октября 1792 года был зачислен в штаб Рейнской армии. 20 мая 1793 года Демон был произведён в командиры батальона штаба. 11 октября 1793 года стал временным начальником штаба данной армии, но уже 21 октября 1793 года был отстранён от службы. 17 августа 1794 года восстановлен. 13 апреля 1796 года был произведён в полковники штаба в той же армии. 30 августа участвовал в захвате мостов через Изар. 3 сентября был при взятии Фрайзинга. 14 сентября оттеснён из Пётмесса корпусом эмигрантов Конде. 28 сентября переведён в Самбро-Маасскую армию. Служил под началом Даву и был ранен 20 апреля 1797 года при переправе через Рейн у Келя.
5 февраля 1799 года награждён чином бригадного генерала с назначением в дивизию Менара в Гельветической армии. Отличился при завоевании Граубюндена. 6 марта 1799 года, в сражении при Куре, захватил Райхенау и Диссентис, отобрав у противника 2 пушки и 2 флага, и был ранен. 2 мая 1799 года захвачен в плен в бою при Зюссе. Получив свободу, вернулся в строй, и 10 марта 1801 года сменил генерала Нансути во главе бригады дивизии Молитора в составе Рейнской армии.
23 сентября 1801 года определён в 24-й военный округ.
27 октября 1803 года возглавил 2-ю бригаду во 2-й пехотной дивизии генерала Фриана в лагере Брюгге. 2 марта 1805 года был переведён командиром 2-й бригады 1-й пехотной дивизии генерала Биссона, которая 29 августа 1805 года вошла в состав 3-го армейского корпуса маршала Даву Великой Армии. 2 декабря 1805 года отличился в сражении при Аустерлице, в ходе которого был ранен пулей, которая раздробила ему левую руку. 13 декабря был заменён Наполеоном на посту командира бригады на генерала Бруара.
21 декабря 1805 года произведён в дивизионные генералы. 28 апреля 1806 года получил почётную должность сенатора. 20 марта 1807 года возглавил 3-й легион Национальной гвардии в Рене. 21 мая 1807 года вышел в отставку. С 17 ноября 1807 года по 18 января 1808 года был временным командующим 13-м военным округом в Рене, сменив на этом посту генерала Малера.
В Австрийской кампании 1809 года с 21 апреля командовал 4-й пехотной дивизией 3-го армейского корпуса маршала Даву Армии Германии. 20 апреля сражался при Абенсберге. 22 апреля отличился в сражении при Экмюле, где потерял лошадь, убитую под ним. 1 июня поменялся постами с генералом Пюто и был назначен комендантом Линца. 15 июня также стал губернатором Верхней Австрии. 24 августа 1809 года отозван в Париж.
В 1814 году направлен с миссией в Страсбург, где был блокирован войсками союзников. При реставрации Бурбонов был награждён 4 июня 1814 года достоинством пэра Франции. Во время «Ста дней» отказался присоединяться к Императору. После поражения Наполеона при Ватерлоо, Демон вновь служил Бурбонам и принимал в декабре 1815 года участие в процессе над маршалом Неем и голосовал за смертную казнь. Умер 5 мая 1826 года в Париже в возрасте 78 лет, и был похоронен на кладбище Пер-Лашез.

## Воинские звания
- Солдат (1 января 1764 года);
- Младший лейтенант (12 ноября 1768 года);
- Лейтенант (3 июня 1781 года);
- Капитан (12 июня 1785 года);
- Командир батальона штаба (20 мая 1793 года);
- Полковник штаба (13 апреля 1796 года);
- Бригадный генерал (5 февраля 1799 года);
- Дивизионный генерал (21 декабря 1805 года).

## Титулы

Герб графа

- Граф Демон и Империи (фр. comte Demont et de l'Empire; декрет от 19 марта 1808 года, патент подтверждён 26 апреля 1808 года в Байонне)[1][2];
- Пэр Франции (фр. pair de France; 4 июня 1814 года).

## Награды
Кавалер военного ордена Святого Людовика (20 апреля 1791 года)
 Легионер ордена Почётного легиона (11 декабря 1803 года)
 Коммандан ордена Почётного легиона (14 июня 1804 года)